# Larisa Kruglova
Pour les articles homonymes, voir Krouglova.
Larissa Nikolaïevna Krouglova (en russe : Лариса Николаевна Круглова), née le 27 octobre 1972, est une athlète russe, évoluant sur le sprint. Son principal résultat est une médaille d'argent en relais 4 × 100 m avec aux Jeux olympiques d'Athènes. 

## Palmarès

### Jeux olympiques d'été
- Jeux olympiques d'été de 2004 à Athènes ( Grèce)
  - éliminée en série du 100 m
  -  Médaille d'argent en relais 4 × 100 m

### Championnats du monde d'athlétisme
- Championnats du monde d'athlétisme de 2003 à Paris ( France)
  -  Médaille de bronze en relais 4 × 100 m

### Championnats d'Europe d'athlétisme
- Championnats d'Europe d'athlétisme de 2002 à Munich ( Allemagne)
  -  Médaille de bronze en relais 4 × 100 m